# Knypplerskan
Knypplerskan är en oljemålning av Johannes Vermeer från 1669–70.

## Beskrivning av målningen
Knypplerskan avbildar en ung kvinna, som koncentrerat arbetar med sin knyppling. Hon håller ett par knyppelpinnar i sin vänstra hand samtidigt som hon placerar en nål i ett mönsterkort på en knyppeldyna på ett arbetsbord. Kvinnan har en genomarbetad frisyr och är klädd i en gul överdel med vit knypplad krage.
På ett bord mellan betraktaren och knypplerskan ligger en turkisk matta och på den en sykudde och en bok.
Målningen är Johannes Vermeers minsta. 
| ”           | Vilken innebörd har denna målning? Den är utan tvekan en bild av flit, en bild av omsorg och kunskap. Betraktaren får inte se resultatet av detta hantverk, bara ansträngningen, bara hantverkarens intensitet. ...Bilden kräver av betraktaren något av samma uppmärksamhet som hantverkaren ägnar åt sin uppgift. Inte heller bildens tydliga skärpa framträder direkt för betraktarens ögon, utan framkommer först genom dennes koncentrerade betraktande. | „ |
| – John Nash | |   |

## Proveniens
Målningen tillhörde sannolikt de målningar som har haft Pieter van Ruijven som förste ägare, och som efter honom gick i arv till respektive hustrun, dottern och svärsonen. Den såldes på auktionen efter Jacob Dissius i Amsterdam i maj 1696.
År 1778 såldes den på auktion efter Jacob Crammer Simonzon till Jan Danser Nijman.  Därefter ägdes den av olika personer i Nederländerna och Frankrike för att hamna hos den nederländske samlaren Dirk Vis Blokhuyzen (1799–1869) i Rotterdam. Den skänkte sin samling under vissa villkor till Rotterdams stad, men denna avstod. Därför gick hela samlingen på auktion i Paris 1870 och köptes där för Louvren.

## Samtida nederländska målningar av knypplerskor

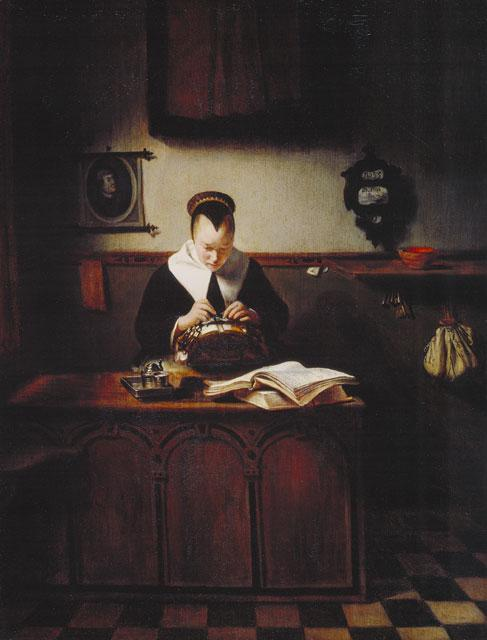
En kvinna som knypplar av Nicolaes Maes, 1655
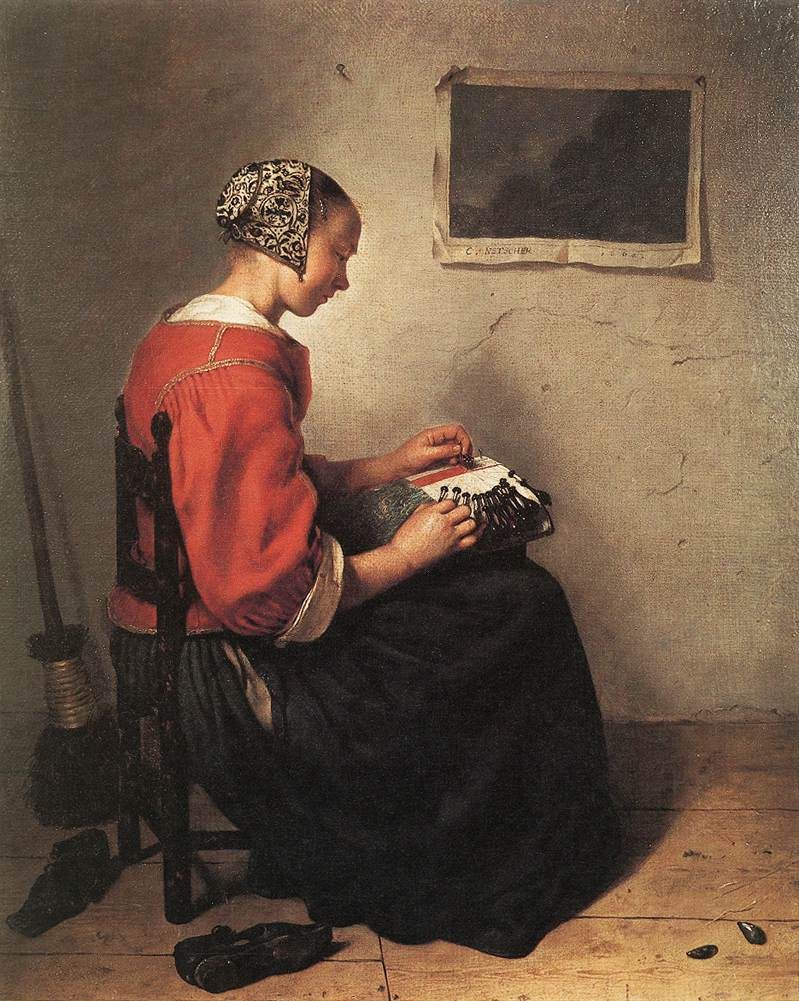
Knypplerska av Caspar Netscher, 1662